# Adam Willaerts
Adam Willaerts (London, 1577 – Rotterdam vagy Utrecht, 1664. április 4.) holland festő, aki a holland festészet aranykorában alkotott.

## Élete
Willaerts (néhol Willarts, Willers) flamand családba született. Szülei vallási okokból hagyták el Antwerpen városát, s Adam Londonban született. 1585-ben a család már Leidenben élt. 1597-től haláláig Utrechtben élt és dolgozott. 
1611-ben tagja lett az utrechti Szent Lukács céhnek, majd 1620-ban annak dékánya lett. Fiai, Cornelis, Abraham és Isaac az ő nyomdokaiba léptek. Folyó- és csatornarajzok, tengerparti tájképek, halpiacok, felvonulások és zsánerjelenetek festőjeként volt ismert. Falvakat és tengeri csatajeleneteket is festett.

## Fordítás
- Ez a szócikk részben vagy egészben  az   Adam Willaerts című angol Wikipédia-szócikk ezen változatának fordításán alapul.  Az eredeti cikk szerkesztőit annak laptörténete sorolja fel. Ez a jelzés csupán a megfogalmazás eredetét és a szerzői jogokat jelzi, nem szolgál a cikkben szereplő információk forrásmegjelöléseként.